# Новоалексеевское (Свердловская область)
Новоалексе́евское — село в муниципальном округе Первоуральск Свердловской области России.

## Географическое положение
Село Новоалексеевское расположено в 13 километрах (по автодороге в 16 километрах) к юго-востоку от города Первоуральска, на правом берегу реки Решётки (правого притока реки Исети). В одном километре к югу проходит автодорога Пермь — Екатеринбург, в одном километре к северо-востоку расположен остановочный пункт Новоалексеевка Свердловской железной дороги участок Пермь — Екатеринбург, перегон Первоуральск — Хрустальная).

## История
Село Новоалексеевское (под первоначальным названием Новые Решёты) было основано в 1800 году при речке Решётке. Первоначальное население села состояло из рекрутированных непременных работников, переданных правительством владельцу Верх-Исетского завода Яковлеву. В рекруты были зачислены крестьяне из разнообразных поселений Екатеринбургского, Камышловского, Шадринского уездов, а также из Бисерти и Ревдинского завода.
Главным хозяйственным занятием переселённых рекрут была рубка дров, выжиг древесного угля и доставка его в Верх-Исетский завод. Часть населения занималась держанием постоялых дворов — деревня располагалась на Московско-Сибирском тракте. Вся деревня была построена в одну широкую улицу вдоль этого тракта: большая её часть находилась на правом берегу речки Решётки, на левом берегу располагалось только четыре двора.
Хронология развития села:
- 1800 год (или 1815) — основана деревня Новые Решёты.
- 22 мая 1847 года — в деревне заложена церковь в честь Св. Алексея. Деревня Новые Решёты получила статус села и была переименована в Новоалексеевское.
- 21 сентября 1850 года — освящение церкви во имя Алексия.
- 1869 год — в селе насчитывалось 65 дворов, в них проживало 293 человека.
- 1884 год — на втором этаже постоялого двора В. Леонова была открыта школа.
- 1887 год — в селе насчитывалось 80 дворов, в которых проживало 393 жителя.
- 1892 год — в новом помещении была открыта школа грамоты.
- 1910 год — построена церковно-приходская школа.
- 1927 год — в селе построен фельдшерский пункт.
- 1930 год — в селе организовано коллективное хозяйство имени С. М. Будённого. В этом же году с Алексеевской церкви были сброшены колокола, церковь была закрыта.
- 1933 год — в окрестностях села была открыта Новоалексеевская россыпь горного хрусталя.
- 1934 год — во время геологоразведочных работ на золотоносной россыпи реки Решётка открыто месторождение кварца, где был обнаружен кристалл горного хрусталя весом 784 килограмм и 170 сантиметров длиной, названный «Малютка» и около 20 кристаллов общим весом более 9 тонн[2].
- 1943 год — произведена электрификация села.
- 1953 год — в здании бывшей церкви были открыты клуб и библиотека.
- 1955 год — главная улица села — Московско-Сибирский тракт — была асфальтирована.
- 1958 год — на окраине села основан посёлок геологов (Новоалексеевская ГРП).
- 1965 год — в селе произошло открытие новой школы-десятилетка № 16.
- 1970 год — запущен камнерезный цех, выпускавший учебные геологические коллекции для средних и высших учебных заведений, производством облицовочной плитки из цветных камней и изделий декоративно-прикладного искусства. Изделия экспонировались на выставках и приобретались музеями страны для своих экспозиций[2].
- 9 мая 1972 года — открыт обелиск в память жителям села, погибшим в Великой Отечественной войне.
- 1974 год — в селе введена в строй телефонная станция на 150 номеров.
- февраль 1975 года — открыт Дом культуры.
- 10 октября 1990 года — в котельную посёлка геологов подан природный газ.
- 12 апреля 1994 года — природный газ подан в частный сектор.

## Алексеевская церковь
На средства заводовладельцев Яковлевых 22 мая 1847 года была заложена деревянная однопрестольная церковь, 29 сентября 1850 года церковь была освящена во имя праведного Алексия, человека Божия. Храм был закрыт в 1930-е года, а в советское время снесён. В 2000 году был создан приход во имя святого праведного Алексия, человека Божия. Освящение фундамента строящегося храма состоялось 19 июня 2004 года. А уже в марте 2005 года построенная деревянная однопрестольная церковь была освящена.

## Население
| 2002 | 2010  |
| ---- | ----- |
| 1624 | ↘1615 |

На 2000 год население села составляло 1620 человек, объединённых в 578 домохозяйств.
По результатам Всероссийской переписи населения 2010 года, в селе проживало 1615 человек, в том числе 781 мужчина и 834 женщины.